# São Martinho de Angueira
São Martinho de Angueira (Mirandés: San Martino) ist eine Gemeinde (Freguesia) im portugiesischen Kreis Miranda do Douro. In ihr leben 239 Einwohner (Stand 19. April 2021).